# 1943: The Battle of Midway
1943: The Battle of Midway — компьютерная игра в жанре вертикального скролл-шутера, сиквел игры 1942, разработанный и выпущенный Capcom в 1988 году.
Оригинальная версия игры была выпущена в виде игрового автомата на платформе Capcom Commando. Capcom выпустила собственный порт для приставки NES. Порты для компьютеров Amiga, Amstrad CPC, Atari ST и Commodore 64 и ZX Spectrum были выпущены по лицензии.
Действие игры разворачивается на Тихом океане во время Второй мировой войны возле побережья атолла Мидуэй. Игрок, управляя самолётом Локхид P-38 «Лайтнинг», должен отразить атаки японской авиации, разбить японские воздушные и морские силы, и уничтожить в конце игры японский линкор «Ямато».

## Версия дляNES
Фактически эту игру можно считать набором дополнительных миссий к предыдущей, с немного улучшенной графикой. Сюжет точно такой же: самолёт войск союзников летит над океаном, сбивая эскадрильи самолётов противника. Почти все они уничтожаются с одного выстрела, однако время от времени появляются бронированные многомоторные бомбардировщики, подбить которые достаточно сложно.
Набор оружия повторяет такой же из предыдущей части: спаренный пулемёт, выстрел которого можно усилить, задержав кнопку выстрела, и разряд молнии, который уничтожает всех в пределах экрана. Плюс также уход в пике, где становишься недоступен для врага. Главное различие: существует возможность подобрать бонус, увеличивающий мощность выстрела. Если в него стрелять некоторое время, он поменяется на другое оружие, из которого можно стрелять врассыпную, полукругом.